# Charles Eugene Fuller

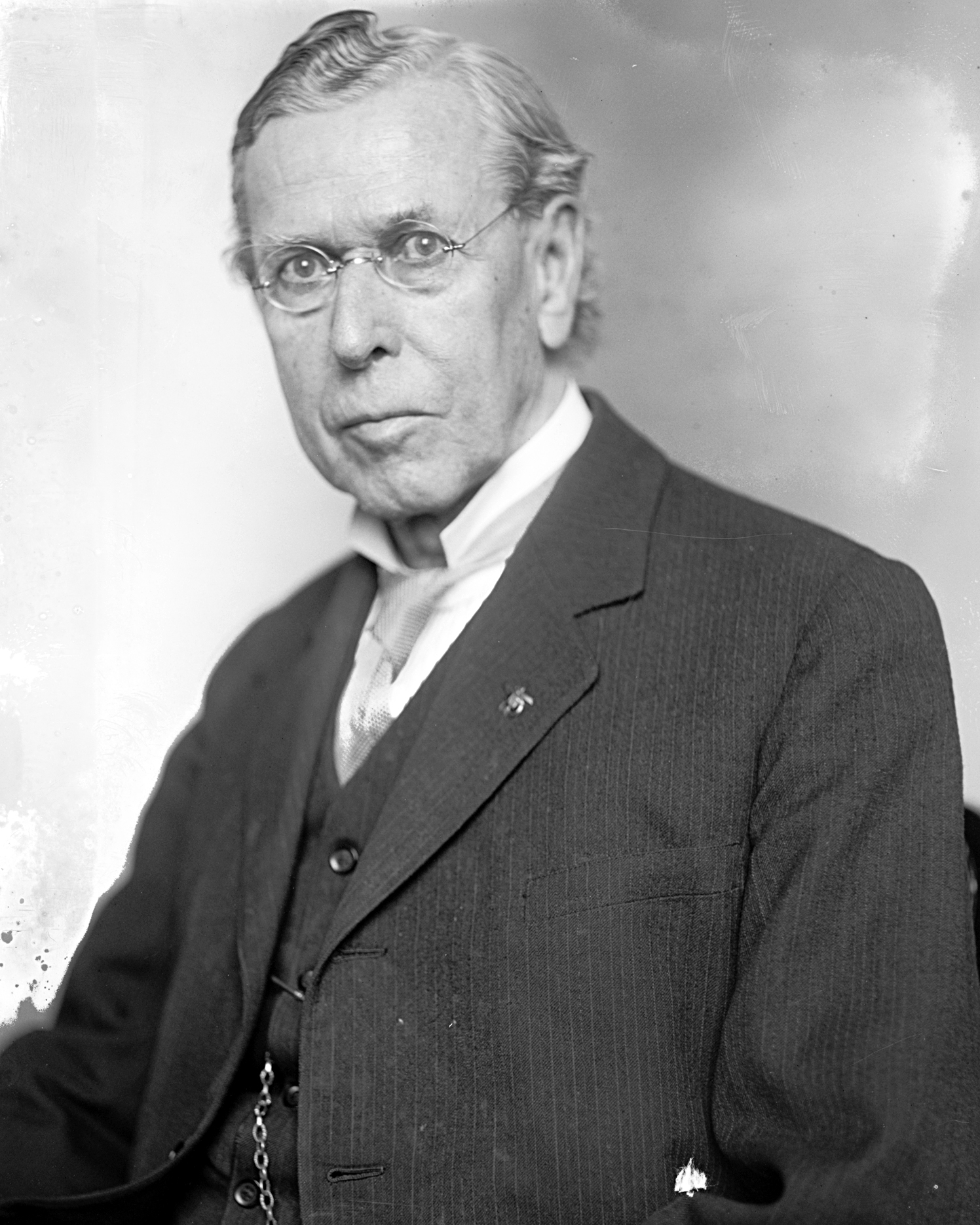
Charles Eugene Fuller

Charles Eugene Fuller (* 31. März 1849 in Belvidere, Illinois; † 25. Juni 1926 in Rochester, Minnesota) war ein US-amerikanischer Politiker. Zwischen 1903 und 1926 vertrat er zweimal den Bundesstaat Illinois im US-Repräsentantenhaus.

## Werdegang
Charles Fuller besuchte die öffentlichen Schulen seiner Heimat. Nach einem anschließenden Jurastudium und seiner 1870 erfolgten Zulassung als Rechtsanwalt begann er in Belvidere in diesem Beruf zu arbeiten. In den Jahren 1875 und 1876 war er dort auch städtischer Anwalt. Von 1876 bis 1878 fungierte er als Staatsanwalt im Boone County. Gleichzeitig schlug er als Mitglied der Republikanischen Partei eine politische Laufbahn ein. Zwischen 1878 und 1882 gehörte er dem Senat von Illinois an; von 1882 bis 1888 saß er als Abgeordneter im Repräsentantenhaus seines Staates. Danach war er bis 1892 erneut Mitglied des Senats. Während des Spanisch-Amerikanischen Krieges stellte er ein Regiment der Staatsmiliz auf und wurde als Oberst dessen Kommandeur. Von 1897 bis 1903 war Fuller Richter im 17. Gerichtsbezirk von Illinois. Über viele Jahre hinweg war er auch Vizepräsident der People’s Bank of Belvidere.
Bei den Kongresswahlen des Jahres 1902 wurde Fuller im zwölften Wahlbezirk von Illinois in das US-Repräsentantenhaus in Washington, D.C. gewählt, wo er am 4. März 1903 die Nachfolge von Joseph Gurney Cannon antrat. Nach vier Wiederwahlen konnte er bis zum 3. März 1913 fünf Legislaturperioden im Kongress absolvieren. Im Jahr 1912 unterlag er William H. Hinebaugh von der Progressive Party. Zwei Jahre später gelang Charles Fuller der erneute Einzug in den Kongress, wo er am 4. März 1915 Hinebaugh wieder ablöste. Nach fünf Wiederwahlen konnte er bis zu seinem Tod im Parlament verbleiben. In diese Zeit fiel der Erste Weltkrieg. Außerdem wurden in den Jahren 1919 und 1920 der 18. und der 19. Verfassungszusatz ratifiziert. Ab 1919 war Fuller Vorsitzender des Ausschusses für Invalidätsrenten. Er starb am 25. Juni 1926 in einem Krankenhaus in Rochester und wurde in seinem Geburtsort Belvidere beigesetzt.